# Night of the Quarter Moon
Night of the Quarter Moon is een film uit 1959, geregisseerd door Hugo Haas.

## Cast
| Acteur              | Personage               |
| ------------------- | ----------------------- |
| Julie London        | Ginny O'Sullivan Nelson |
| John Drew Barrymore | Chuck Nelson            |
| Anna Kashfi         | Maria Robbin            |
| Nat King Cole       | Cy Robbin               |
| Dean Jones          | Lexington Nelson        |
| Agnes Moorehead     | Cornelia Nelson         |
| Ray Anthony         | Hotelmanager            |
| Jackie Coogan       | Sergeant Bragan         |
| Charles Chaplin jr. | Young Thug              |